# Wassail Song

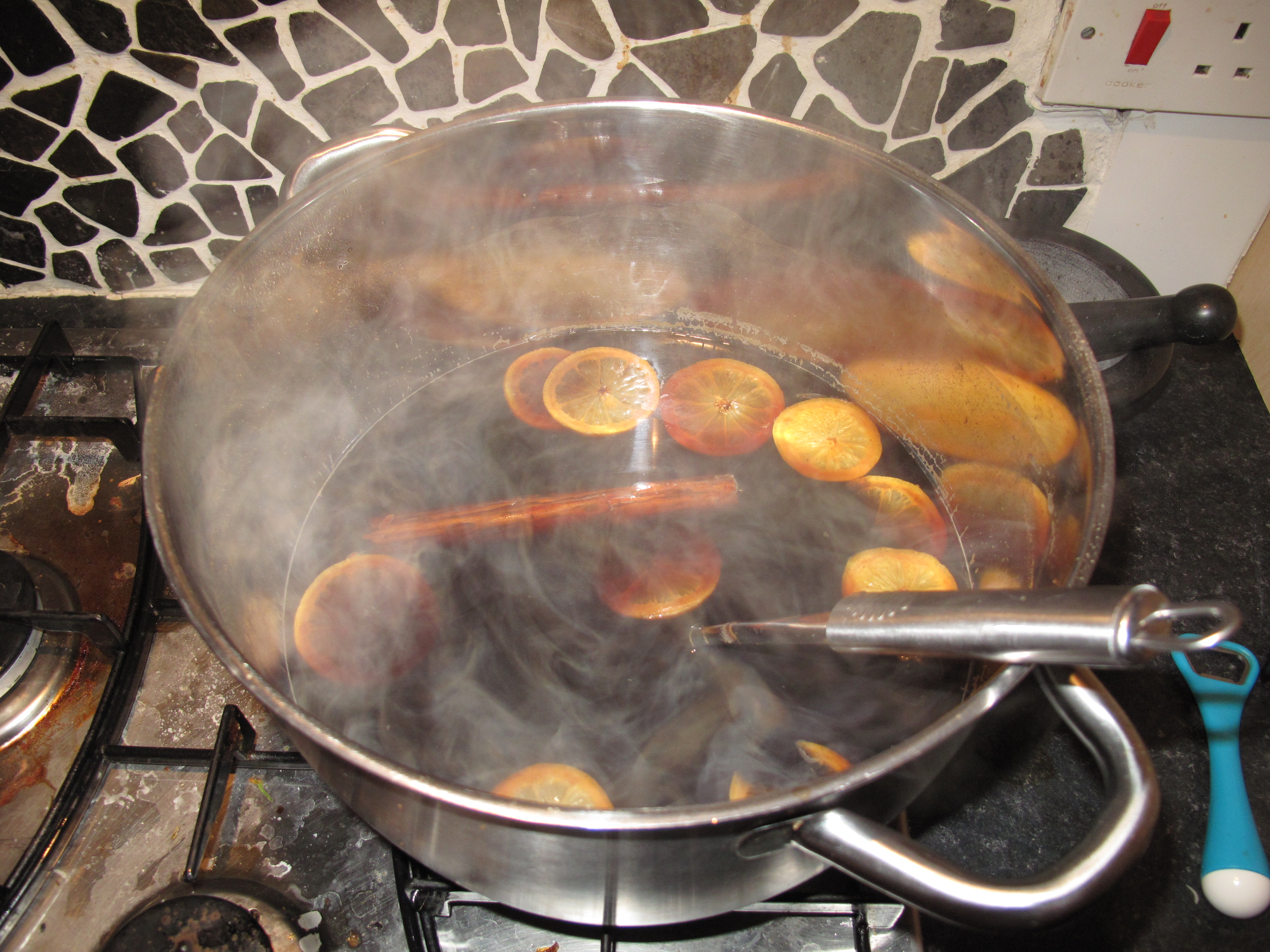
Wassail Bowl (7 pints of brown ale, 1 bottle of dry sherry, cinnamon stick, ground ginger, ground nutmeg, lemon slices)

Der Wassail Song oder nach seinem Anfangsvers: Here We Come A-wassailing (oder Here We Come A-caroling) ist ein englisches traditionelles Weihnachts- und Neujahrslied, das um 1850 gedruckt wurde. Text und Musik stammen wahrscheinlich aus dem 17. Jahrhundert.
Das Lied besingt und ist Teil des alten Brauches des Wassailing (von mittelenglisch wæs hæil) bzw. Carolsingens von Haus zu Haus mit dem Wünschen einer guten Gesundheit. Das a- in „A-wassailing“ ist ein archaisches intensivierendes Präfix (vgl. „A-Hunting We Will Go“ und im Text von „The Twelve Days of Christmas“ ab der Stelle „Six geese a-laying“ usw.).

## Text
Es gibt unterschiedliche Versionen des Textes. Die Strophen der einzelnen Strophen werden im 6/8-Takt gesungen, während der Kehrvers auf 4/4 wechselt. Die Verse 2, 4 und 6 werden ausgelassen, wenn das Carol in der Kirche gesungen wird.
1. Here we come a-wassailing

among the leaves so green;

here we come a-wand'ring

so fair to be seen.

—Refrain:

—Love and joy come to you,

—and to you your wassail too;

—and God bless you and send you a happy New Year,

—and God send you a happy New Year.

2. Our wassail cup is made

of the rosemary tree,

and so is your beer

of the best barley.

—Refrain

3. We are not daily beggars

that beg from door to door;

but we are neighbours' children,

whom you have seen before.

—Refrain

4. Call up the butler of this house,

put on his golden ring.

Let him bring us up a glass of beer,

and better we shall sing.

—Refrain

5. We have got a little purse

of stretching leather skin;

we want a little of your money

to line it well within.

—Refrain

6. Bring us out a table

and spread it with a cloth;

bring us out a mouldy cheese,

and some of your Christmas loaf.

—Refrain

7. God bless the master of this house

likewise the mistress too,

and all the little children

that round the table go.

—Refrain

8. Good master and good mistress,

while you're sitting by the fire,

pray think of us poor children

who are wandering in the mire.

—Refrain
 

 

 

 

 

—Refrain:

—Liebe und Freude mögen zu Euch kommen,

—und auch zu Euch Euer Wassail;

—und Gott segne euch und sende Euch

—ein frohes neues Jahr.

 

 

 

 

 

 

 

 

 

 

 

 

 

 

 

 

 

 

 

 

 

 

 

 

 

 

 

 

 

 

Guter Herr und gute Herrin,

während ihr am Feuer sitzt,

denkt bitte an uns arme Kinder,

die hier im Dreck umherziehen.

—Refrain

### Videos
- „The Wassail Song“ auf Vimeo (The Starlight Carolers)
- „The Yorkshire Wassail“ auf YouTube (Towneley Hall, Burnley)
- „Here We Come A-Wassailing“ (The American Edition, moderne Parodie) auf YouTube (Samuel Stokes)